# العلاقات الألمانية السورينامية
العلاقات الألمانية السورينامية هي العلاقات الثنائية التي تجمع بين ألمانيا وسورينام.

## مقارنة بين البلدين
هذه مقارنة عامة ومرجعية للدولتين:
| وجه المقارنة                                              | ألمانيا                                                                              | سورينام                        |
| --------------------------------------------------------- | ------------------------------------------------------------------------------------ | ------------------------------ |
| المساحة (كم2)                                             | 357.41 ألف                                                                           | 163.27 ألف                     |
| عدد السكان (نسمة)                                         | 81.29 مليون                                                                          | 563.40 ألف                     |
| الكثافة السكانية (ن./كم²)                                 | 227.44                                                                               | 3.45                           |
| العاصمة                                                   | بون، برلين                                                                           | باراماريبو                     |
| اللغة الرسمية                                             | اللغة الألمانية                                                                      | اللغة الهولندية                |
| العملة                                                    | يورو، مارك ألماني                                                                    | دولار سورينامي، غيلدر سورينامي |
| الناتج المحلي الإجمالي (بليون دولار)                      | 3.68 تريليون                                                                         | 3.32 مليار                     |
| الناتج المحلي الإجمالي (تعادل القوة الشرائية) بليون دولار | 3.92 تريليون                                                                         | 9.07 مليار                     |
| الناتج المحلي الإجمالي الاسمي للفرد دولار أمريكي          | 41.31 ألف                                                                            | 9.48 ألف                       |
| الناتج المحلي الإجمالي للفرد دولار أمريكي                 | 46.40 ألف                                                                            | 16.64 ألف                      |
| مؤشر التنمية البشرية                                      | 0.926                                                                                | 0.714                          |
| رمز المكالمات الدولي                                      | +49                                                                                  | +597                           |
| رمز الإنترنت                                              | .de                                                                                  | .sr                            |
| المنطقة الزمنية                                           | توقيت وسط أوروبا، ت ع م+01:00، ت ع م+02:00، توقيت أوروبا الوسطى المعياري (ت غ م +1) ‏ | 00                             |

## منظمات دولية مشتركة
يشترك البلدان في عضوية مجموعة من المنظمات الدولية، منها:
| علم المنظمة | اسم المنظمة                        | تاريخ انضمام ألمانيا | تاريخ انضمام سورينام |
| ----------- | ---------------------------------- | -------------------- | -------------------- |
|             | مؤسسة التمويل الدولية              | 20 يوليو 1956        | 1 سبتمبر 2011        |
|             | بنك التنمية الكاريبي ‏              | ?                    | ?                    |
|             | يونسكو                             | 11 يوليو 1951        | 16 يوليو 1976        |
|             | منظمة حظر الأسلحة الكيميائية       | 29 أبريل 1997        | ?                    |
|             | الاتحاد الدولي للاتصالات           | 1866                 | 15 يوليو 1976        |
|             | الأمم المتحدة                      | 18 سبتمبر 1973       | 4 ديسمبر 1975        |
|             | منظمة الشرطة الجنائية الدولية      | ?                    | ?                    |
|             | البنك الدولي للإنشاء والتعمير      | 14 أغسطس 1952        | 27 يونيو 1978        |
|             | الاتحاد البريدي العالمي            | 1 يوليو 1875         | ?                    |
|             | منظمة التجارة العالمية             | ?                    | ?                    |
|             | المنظمة الهيدروغرافية الدولية      | ?                    | ?                    |
|             | وكالة ضمان الاستثمار متعدد الأطراف | 12 أبريل 1988        | 2 يوليو 2003         |

## وصلات خارجية
- موقع وزارة الخارجية الألمانية
- موقع وزارة الخارجية السورينامية